# Cuauhtémoc
Cuauhtémoc (en náhuatl clásico: Cuāuhtemōc, náhuatl moderno: Kwāwtemōk ‘el águila que desciende’; México-Tenochtitlan, 14 de julio de 1496-Hibueras, 28 de febrero de 1525), conocido por los conquistadores españoles como Guatemuz, fue el último tlahtoani independiente de México-Tenochtitlan. Asumió el poder en 1520, un año antes de la toma de Tenochtitlan por Hernán Cortés y sus tropas.
El nombre Cuauhtémoc significa literalmente "águila que desciende" (del náhuatl clásico: cuāuhtli "águila", temō "descender", -c PRETÉRITO). La forma honorífica de Cuauhtémoc es Cuauhtemoctzin (el sufijo -tzin se usa para designar una dignidad similar a "Don" o "Señor" en español).
Cuauhtémoc, hijo de Ahuízotl y primo de Moctezuma Xocoyotzin y Tecuichpo, al llegar ésta a la nubilidad. Cuando asumió el poder, los conquistadores ya habían sido expulsados de Tenochtitlan, pero la ciudad estaba devastada por el hambre, la viruela, y la falta de agua potable. Cuauhtémoc llegaba a este momento tras haber sido tlakatekohtli (jefe de armas) de la resistencia a los conquistadores dado que, desde la muerte de Moctezuma previo a la llamada por los españoles "Noche Triste", se le identifica como líder militar de los mexicas.

## Coronación
Tras la muerte de Cuitláhuac, Cuauhtémoc fue elegido Huey Tlatoani en el mes de julio de 1521, durante Izcalli, que fue el último mes del año "2 tecpatl".

## Actuación durante la Conquista
Cuauhtémoc se dio a la tarea de reorganizar el ejército mexica, reconstruir la ciudad y fortificarla para la guerra contra los españoles, pues suponía que éstos regresarían a pelear contra los mexicas. Envió embajadores a todos los pueblos solicitando aliados, disminuyendo sus contribuciones y aun eliminándolas para algunos.
Los españoles regresaron un año después de haber sido expulsados y con ellos venía un contingente de más de cien mil aliados nativos, la mayoría de ellos tlaxcaltecas, históricamente enemigos de los mexicas. Después de sitiar Tenochtitlán por 90 días, el 13 de agosto de 1521, los españoles, que eran comandados por Hernán Cortés, lo capturaron en Tlatelolco.

## Derrota, huida y captura
Según Bernal Díaz del Castillo en su Historia Verdadera de la Conquista de la Nueva España, Cuauhtémoc fue capturado. La canoa en la cual huían de Tenochtitlan él, su familia y sus más allegados guerreros, fue alcanzada por un bergantín español pilotado por García Holguín. Cuauhtémoc exigió ser llevado ante "Malinche" (así llamaban a Cortés los mexicas, siendo este un término patronímico de Malintzin o doña Marina, su traductora indígena). 

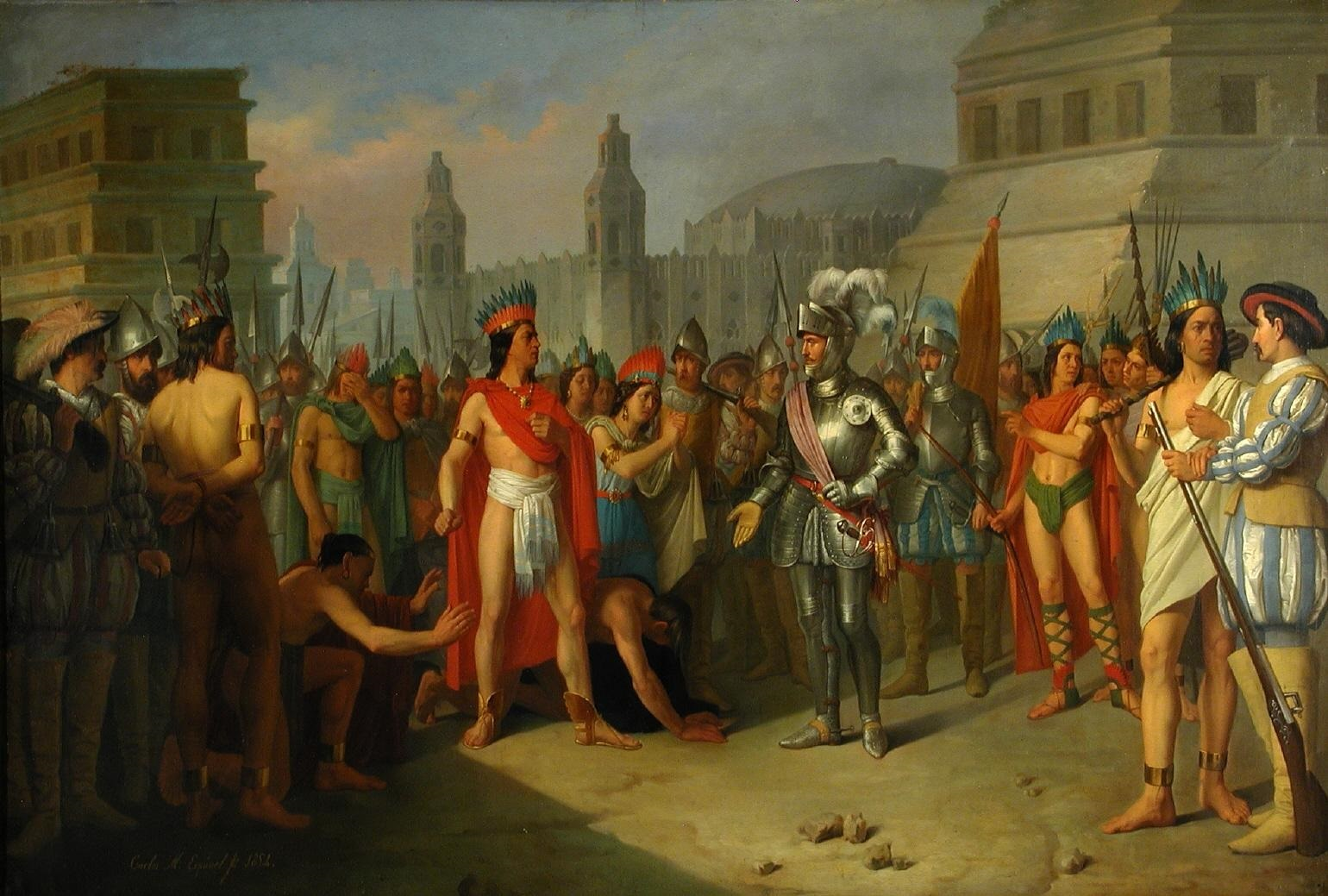
Prisión de Guatimocín, último emperador de México, por Carlos Esquivel y Rivas. 1854. (Museo del Prado, Madrid).

Una vez en su presencia, señalando el puñal que el conquistador llevaba al cinto, le pidió que lo matara con él, pues no habiendo sido capaz de defender su ciudad y a sus vasallos, prefería morir a manos del invasor. Entre los guerreros mexicas, como el propio Cuauhtémoc, se asumía que el derrotado y capturado por el enemigo debía aceptar morir en sacrificio a los dioses para así alcanzar como destino final acompañar al sol en su travesía diaria, por lo cual la petición de Cuauhtémoc a Cortés pudo no ser simplemente una petición de ejecución, pero prevalece la interpretación del hecho por los cronistas europeos que no consideraron las normas de honor de los ejércitos indígenas. Este hecho fue descrito por el propio Hernán Cortés en su tercera carta de relación a Carlos I de España:

…llegóse a mi y díjome en su lengua que ya él había hecho todo lo que de su parte era obligado para defenderse a sí y a los suyos hasta venir a aquel estado, que ahora hiciese de él lo que yo quisiese; y puso la mano en un puñal que yo tenía, diciéndome que le diese de puñaladas y le matase…
Tercera carta de relación, Hernán Cortés

De acuerdo al cronista Francisco López de Gómara:

…Cuauhtémoc entonces echó mano al puñal de Cortés, y díjole: "Ya yo he hecho todo mi poder para me defender a mí y a los míos, y lo que obligado era para no venir a tal estado y lugar como estoy; y pues vos podéis agora hacer de mí lo que qusierdes, matadme, que es lo mejor"..
Historia de la Conquista de México

Bernal Díaz del Castillo, en su Historia verdadera de la conquista de la Nueva España, describió el suceso de la siguiente forma:

.."Señor Malinche: ya he hecho lo que soy obligado en defensa de mi ciudad y vasallos, y no puedo más, y pues vengo por fuerza y preso ante tu persona y poder, toma ese puñal que tienes en la cinta y mátame luego con él". (y el mismo Guatemuz le iba echar mano dél)
Historia verdadera de la conquista de la Nueva España

De la importancia que los españoles concedieron al prendimiento de Cuauhtémoc, Tlatoani mexica, da idea la disputa entre García Holguín y Gonzalo de Sandoval por atribuirse el mérito de la captura, que ya veían reflejada en sus escudos de armas, como lo estuvo la cabeza de Cuauhtémoc, según Madariaga, en el escudo del propio Cortés.

## El tormento

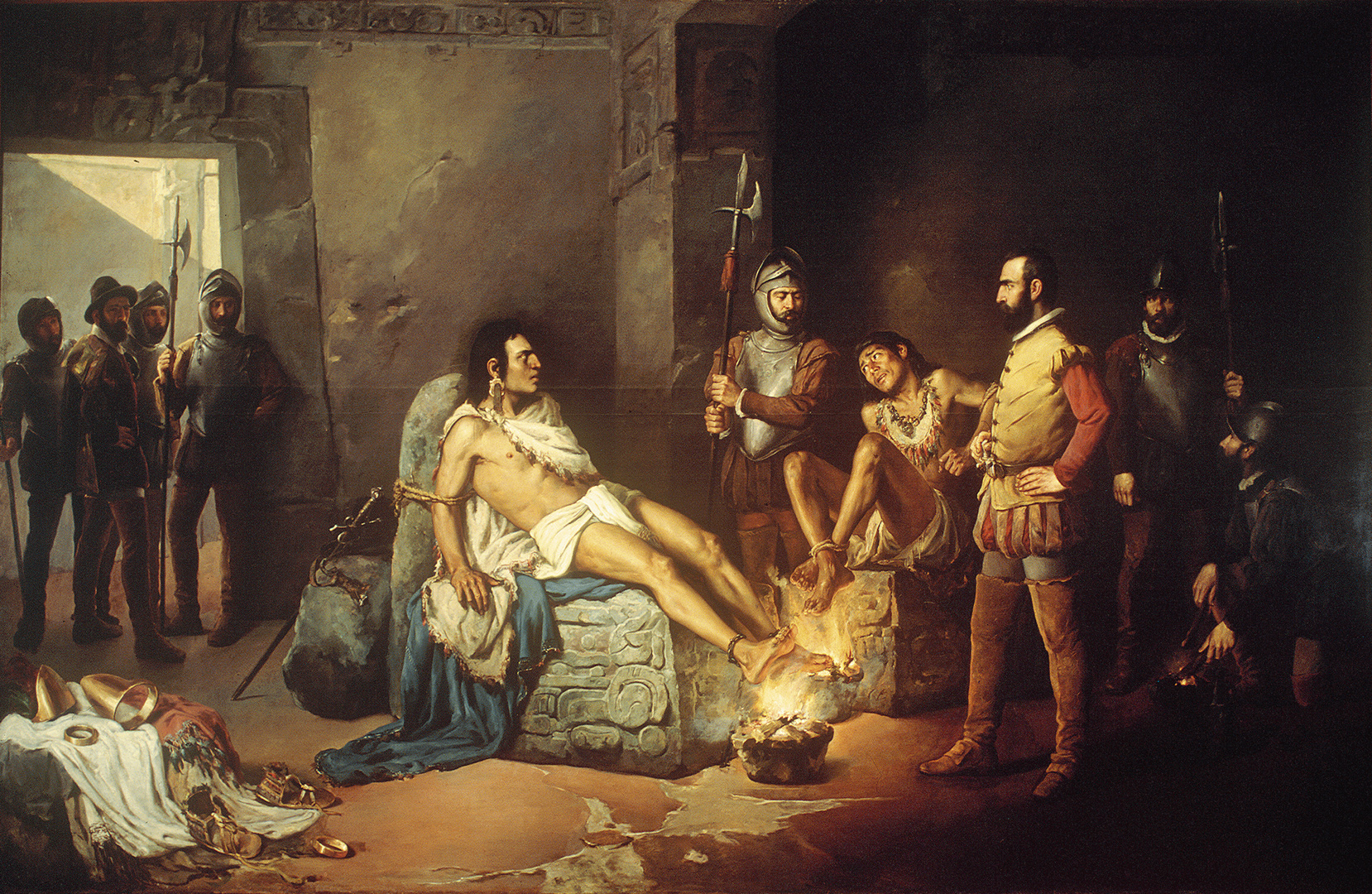
Leandro Izaguirre, El suplicio de Cuauhtémoc (1893).

A Cortés no le interesó en ese momento la muerte de Cuauhtémoc. Prefería utilizar ante los mexicas su dignidad de Tlatoani, ahora subsidiaria del emperador Carlos I y del propio Cortés. Así lo hizo con éxito, aprovechando la iniciativa y el poder de Cuauhtémoc para asegurar la colaboración de los mexicas en los trabajos de limpieza y restauración de la ciudad. La desconfianza en Cortés, y los temores del propio Cortés, le llevaron a torturar y tiempo después a ejecutar último tlatoani mexica prehispánico.

«...tenían sospecha que por quedarse con el oro Cortés no quería que le prendiesen a Guatemuz, ni le prendiesen (...) ni diesen tormentos y porque no le achacasen algo a Cortés sobre ello, y no lo pudo excusar, le atormentaron en que le quemaron los pies con aceite, y al señor de Tacuba, y lo que confesaron que cuatro días antesque les prendiesen lo echaron a la laguna, así el oro como los tiros y las escopetas que nos habían tomado
Bernal Díaz del Castillo, Cap. CLVII

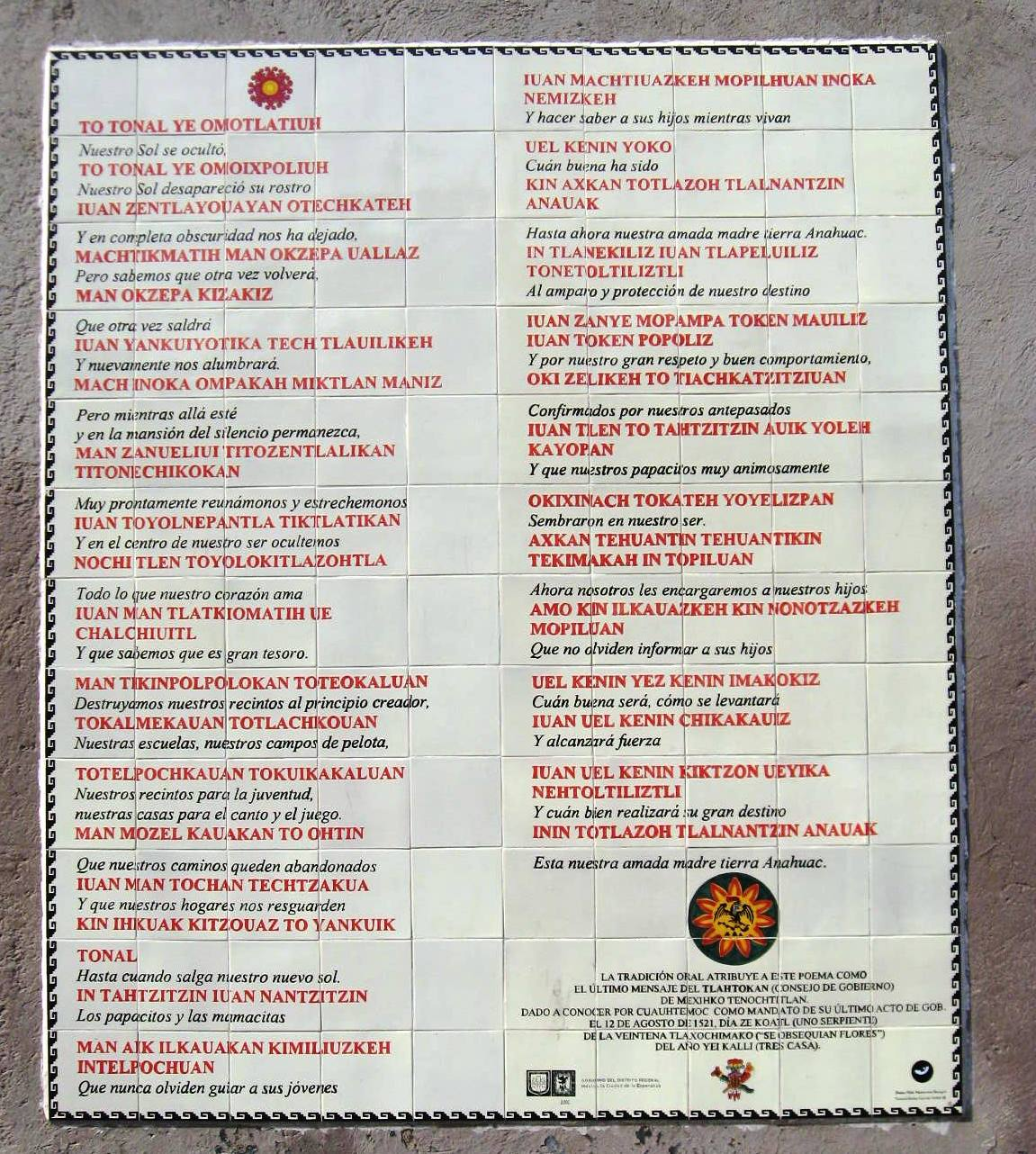
Mosaico de lo que se considera el último discurso de Cuauhtémoc como tlatoani en náhuatl y español

Primero fue el tormento, surgido de la codicia del oro: Bernal Díaz del Castillo, en su Historia Verdadera de la Conquista de la Nueva España narra detalladamente cómo cundió la desconfianza entre los españoles, al desmentir tercamente la realidad sus soñadas riquezas. El oro que habían obtenido en total (83 200 castellanos) no era suficiente para repartir de forma satisfactoria entre toda la tropa española, por lo que iniciaron suposiciones por parte de los mandos para obtener más oro.
Algunos españoles juzgaron que después de la Batalla del Canal de los Toltecas, los mexicas habían recuperado el botín y lo habían echado a la laguna o lo habían robado los tlaxcaltecas o bien los propios soldados españoles. De ahí que fueran los oficiales de la Real Hacienda, y sobre todo el tesorero Julián de Alderete, y no Cortés, que se limitó a consentirlo, los que ordenaran —Bernal Díaz y López de Gómara así lo argumentan— el tormento de Cuauhtémoc y Tetlepanquetzaltzin.
De acuerdo a Díaz del Castillo, López de Gómara y las acusaciones hechas a Cortés posteriormente en su juicio de residencia coinciden en que fueron torturados quemándoles los pies con aceite.
Fuentes posteriores atribuyeron a Cuauhtémoc sin respaldo alguno un estoicismo pleno mostrado en ese trance. El libro escrito por López de Gómara refiere que el "señor" que le acompañaba en la tortura le pidió permiso para hablar y cesar el tormento, a lo que Cuauhtémoc le respondió: «si estaba él en algún deleite o baño». Una novela histórica escrita por Eligio Ancona en 1870 popularizó la variante "¿Estoy yo acaso en un lecho de rosas?".
Tras el episodio de la tortura, Cuauhtémoc quedó tullido y cojeó, las heridas de Tetlepanquetzaltzin fueron peores. El doctor Cristóbal de Ojeda fue quien curó las heridas al tlatoani. Años más tarde el médico declaró, durante el juicio de residencia de Cortés, que en el incidente se dio tormento a Cuauhtémoc "quemándole los pies e las manos". El huey tlatoani vuelve sorprendentemente a su papel de noble mexica respetado y bien tratado, pero cautivo, cuyo prestigio y autoridad utiliza Cortés para el gobierno de los vencidos.
Como todos los súbditos recién conquistados, se intentó convertirlo al cristianismo, pero solo lo consiguieron hasta el día que le dieron muerte.  Si seguimos a Héctor Pérez Martínez, su nombre católico habría sido el de Hernando de Alvarado Cuauhtémoc; otras fuentes citan sólo el de Hernando o Fernando. Los conversos recibían el nombre de los padrinos, y Pérez Martínez supone que los de Cuauhtémoc fueron el propio Hernán Cortés y Pedro de Alvarado.

Solemnemente triste fue Cuauhtémoc. Un día un grupo de hombres blancos se abalanzó hasta él; y mientras que el Imperio de tal se sorprendía, el arcabuz llenaba de huecos el broquel.

Preso quedó; y el Indio, que nunca sonreía, una sonrisa tuvo que se deshizo en hiel. -"¿ En dónde está el tesoro ?" —clamó la vocería—; y respondió un silencio más grande que el tropel…
Llegó el tormento… Y alguien de la imperial nobleza quejóse.  El héroe díjole, irguiendo la cabeza:
—"¡ Mi lecho no es de rosas !"— y se volvió a callar. En tanto, al retostarle los píes chirriaba el fuego, que se agitaba a modo de balbuciente ruego, ¡porque se hacia lenguas como queriendo hablar!
José Santos Chocano.

## Expedición a las Hibueras y muerte de Cuauhtémoc
En 1524, Cortés emprende viaje a las Hibueras (Honduras), en busca de uno de sus capitanes, Cristóbal de Olid. No es un viaje de rescate, sino de persecución: Cortés tiene constancia de que Cristóbal de Olid puede haberse confabulado con su viejo enemigo, el gobernador de Cuba Diego Velázquez, para poblar, conquistar y sobre todo obtener oro u otras riquezas en el sur, ignorándolo a él. Sabe Cortés que Cristóbal de Olid lo traiciona, de la misma forma en que él traicionó seis años antes a Diego Velázquez.
La expedición, enorme y cortesana, incluye desde ministriles (músicos de viento de la época) hasta médico y cirujano, pasando por suntuosas vajillas y cuberterías, y una piara que cierra la comitiva, para asegurar el avituallamiento. El contingente militar es, como ocurrió a lo largo de la conquista, más indígena que español, y en esta expedición más mexica que tlaxcalteca o de otros pueblos. No es de extrañar por tanto que en la expedición viajen varios notables mexicas, seguramente como mandos militares de esa tropa, y posiblemente también como embajadores y facilitadores de las relaciones con los pueblos de la ruta: Cuauhtémoc y Tetlepanquetzal son dos de ellos.
Tras un año de viaje, Cortés toma una decisión controvertida, criticada por sus soldados según cuenta Díaz del Castillo: le llegan rumores de que Cuauhtémoc está conspirando en contra de los españoles, decidido a atacarlos. Según Cortés, un tal Mexicalcingo, ("Ciudadano honrado de esta ciudad de Temixtitlan" escribe Cortés a Carlos V, aclarando además que tras su bautizo se llama Cristóbal) se dirigió al capitán español para narrarle una larga, y un tanto fantasiosa, historia de conspiración de Cuauhtémoc, que se iniciaría con el asesinato de Cortés, continuaría con la rebelión contra los españoles en todo el país, y terminaría con el bloqueo de México... "hecho esto, pondrían en todos los puertos de la mar recias guarniciones de gente para que ningún navío que viniese se les escapase". No se sabe si Cortés magnificó en su quinta carta de Relación el alcance de la conspiración, para justificar la ejecución una vez consumada. El hecho es que sintiéndose vulnerable, decidió mandar ahorcar a Cuauhtémoc y quemarle los pies, pues eso no se sabe y al cacique de Tacuba, Tetlepanquetzal, que volvieron a encontrarse ante el verdugo.

No se tiene certeza ni del sitio ni de la fecha exacta de cuando murió Cuauhtémoc. Los dos testigos presenciales de los hechos que dejaron testimonios escritos, Hernán Cortés y Bernal Díaz del Castillo, no precisaron ambos datos. Habían pasado cuatro años desde el fin del sitio de Tenochtitlan, y quizá los mismos desde que se torturó quemándoles los pies a los caciques a los que ahora se ejecutaban. Tanto las fuentes españolas (Bernal Díaz) como las indígenas cuestionan los motivos aducidos por Cortés. Según Prescott, el propio Mexicalcingo negó posteriormente haber narrado la historia de la conspiración tal como la reflejó Cortés en su quinta carta al emperador.

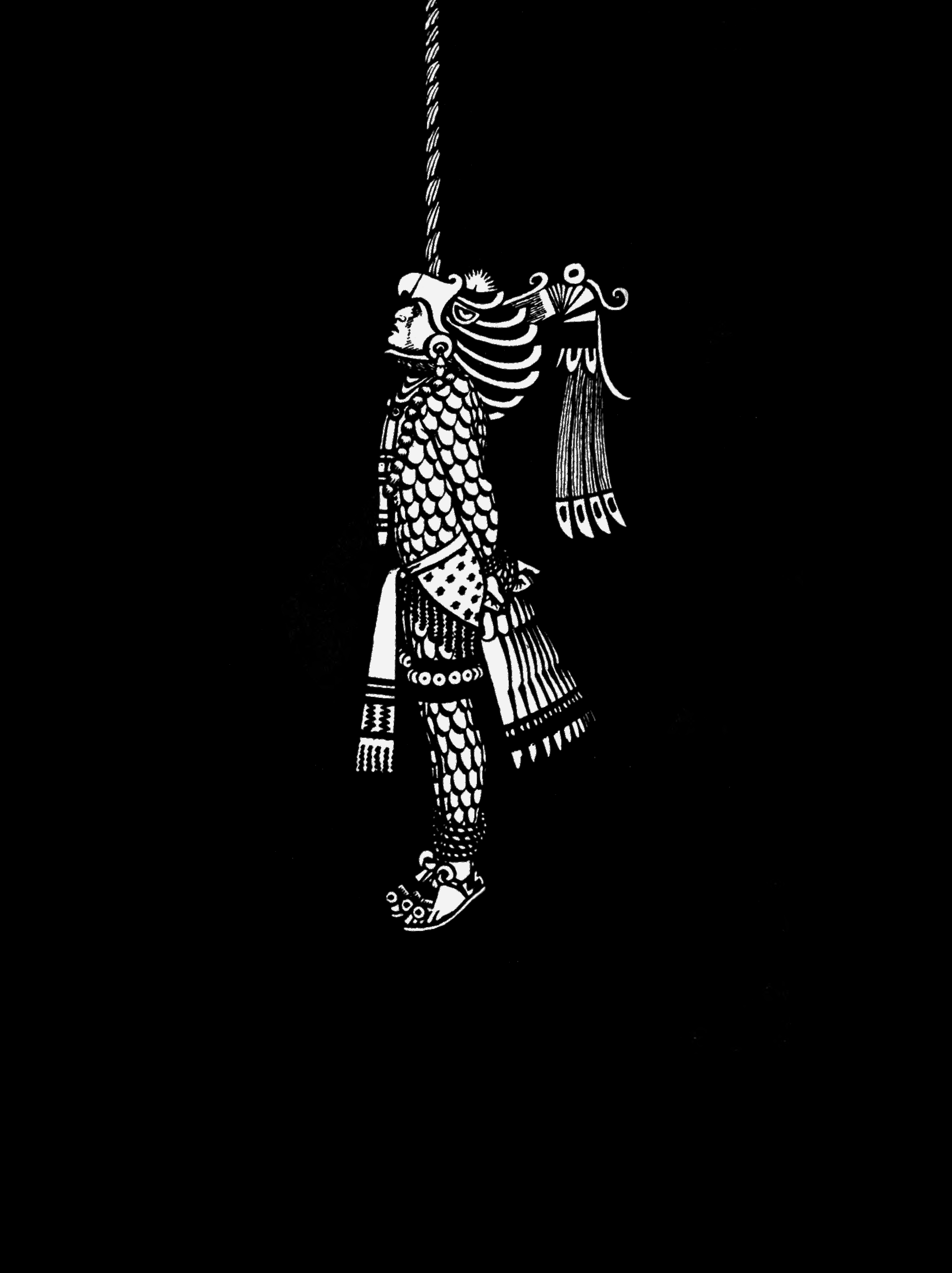
Ilustración "Ejecución por ahorcamiento de Cuauhtémoc" del libro "The conquest of Mexico"

Fernando de Alva Ixtlilxóchitl, un historiador novohispano del siglo XVII, avala la realidad de la conspiración. Diego López de Cogolludo relata en su obra "Quauhtemoc confesó ser así, como los demás lo habían dicho; pero que no fue él principio de aquella consulta, ni sabía si todos fueron en ella ó se efectuaría, porque él nunca tuvo intención de salir con ello, que solo había pasado la conversación referida, Sin más probanzas, dice Bernal Díaz, que D. Hernando Cortés mandó ahorcar á Cuauhtemoc, y al señor de Tacuba, que era su primo; pero la Historia General de Herrera dice, que fue dada sentencia mediante proceso jurídico, y sentenciados á ahorcar Cuauhtemoc, Couanoctzin y Tetepanquetzal."

…estando para ahorcar al Cuauhtemoc, dijo estas palabras: "O capitán Malinche, días ha que yo tenía entendido, él había conocido tus falsas palabras: que esta muerte me habías de dar, pues yo no me la di, cuando te entregaste en mi ciudad de Méjico; porque me matas sin justicia?"…
Conquista de Yucatán, Diego López de Cogolludo.

Cuauhtémoc es uno de los personajes más reconocidos por los mexicanos como héroe nacional. En todos los rincones de México su nombre se usa en toponimia y onomástica, y su imaginada efigie aparece en monumentos, que hacen alusión a su coraje en la derrota, al pedir la muerte por el puñal de Cortés, o en el tormento, al reclamar estoicismo a sus compañeros de tortura. El 28 de febrero de cada año, la bandera mexicana ondea a media asta en todo el país, recordando la muerte del prócer. A partir del siglo XIX su figura fue usada con fines nacionalistas, teniendo máximo ejemplo en la inauguración del Monumento a Cuauhtémoc obra de Miguel Noreña durante la dictadura de Porfirio Díaz.
El poeta mexicano Ramón López Velarde lo designa como el joven abuelo de México, y lo califica como único héroe a la altura del arte.

### Los restos
En 1949 la maestra Eulalia Guzmán, jefa del Departamento de Arqueología del Museo Nacional, descubrió los restos humanos que atribuyó a Cuauhtémoc, debajo del piso de la iglesia del pueblo de Ixcateopan de Cuauhtémoc –denominación que recibió en 1950– en el estado de Guerrero. El descubrimiento se basó en una serie de documentos resguardados en el mismo pueblo por la familia Juárez, papeles de todas la épocas, que la familia Juárez fue acumulando con el tiempo. Pero entre todos esos documentos, algunos sin valor documental o arqueológico, había tres del siglo XVI que probarían el tránsito de los restos desde el sureste de México hasta Ixcateopan, uno de ellos incluso con la firma de Motolinía  auntetificada por los expertos del laboratorio del Banco de México, en esos días,el laboratorio más avanzado de Latinoamérica. Los estudios del papel realizados en el mismo laboratorio confirmaron que eran del siglo XVI. Debido a estos resultados, Eulalia se decidió a buscar los restos ahí donde los documentos decía que se encontraban. 
El hecho se vio precipitado por presiones oficiales. El 26 de septiembre de 1949 la maestra Guzmán anunció el descubrimiento. Al siguiente día el entonces gobernador Baltazar R. Leyva Mancilla avaló el hecho. Desde entonces hubo voces a favor y en contra del descubrimiento. El criminólogo más reconocido del continente en ese momento Alfonso Quiróz Cuarón se incorporó a la investigación a petición de la propia Eulalia Guzmán, al igual que todos los servicios  del laboratorio del Banco de México. El INAH ordenó la creación de una comisión para sustentar su verdad formada por José Gómez Robleda, Luis Chávez Orozco, José A. Cuevas, Alejandro von Wutheneau, Carlos Graef Fernández y Marcos Moshinsky. Incluso el pintor Diego Rivera , que era gran amigo de Eulalia, abogó por la autenticidad de los restos y acusó de traidores a quienes contradijeran la versión.[cita requerida]
En 1950 se dictaminó que los restos eran auténticos, pero el INAH se negó a reconocer estos resultados alegando que no había prueba científica para determinar que los restos pertenecían al tlatoani. No aceptaron ninguno de los resultados químicos y forenses del laboratorio del Banco de México y el propio Cuarón, que encontró que el hueso del "Atlas" mostraba indicios de que la persona había sido ahorcada. El Comité Estatal para la Alianza de Comunidades Indígenas del Estado de Guerrero manifestó su indignación ante el fallo, y la comisión determinó que los restos y las fuentes documentales que presuntamente respaldaban la autenticidad podían dejar la puerta abierta a futuras investigaciones.
En 1976 se abrió nuevamente la polémica y se formó una comisión multidisciplinaria de antropología física, social, entnohistoria y arqueología que analizó de nueva cuenta todas las pruebas disponibles. El entonces gobernador del estado de Guerrero, Rubén Figueroa Figueroa, declaró durante la visita del equipo:

“Todo cae por su propio peso. Por eso esperamos que hagan pronto su trabajo y digan que aquí está Cuauhtémoc para que puedan regresar a la capital, pero con cabeza…”
Rubén Figueroa, ex gobernador de Guerrero.

Los investigadores determinaron que todas las pruebas que justifican los hallazgos fueron manipuladas. Los documentos alegados como del siglo XVI en realidad eran falsificaciones hechas en el siglo XIX por Florentino Juárez. Los restos prehispánicos en Ixcateopan no tenían relación alguna con México-Tenochtitlan ni hay pruebas concluyentes de que existiera relación con el tlatoani. Finalmente los restos alegados como de Cuauhtémoc y que se siguen como tales exhibiendo en la iglesia de Ixcateopan son en realidad de ocho distintas personas incluso en temporalidad. El cráneo es de una mujer mestiza que no es del siglo XVI. El informe final de la comisión dictaminó de la siguiente forma:

No hay ninguna base científica para apoyar la afirmación de que los restos encontrados el 26 de septiembre de 1949 en la iglesia de Santa María de la Asunción, Ichcateopan, Guerrero, sean los de Cuauhtémoc, el último emperador de los Mexicas, y defensor heroico de México-Tenochtitlan
Matos:1980 citada por Johnson, 2014

El fallo de la comisión de 1976 no aportó nada nuevo. Ya desde 1950 se dijo que el cráneo era de una mujer, y entre los huesos había restos de otras personas, pero el 80% del esqueleto pertenecía a una sola persona. Esta comisión quiso desprestigiar la tradición oral diciendo que se había inventado en 1949, pero eso no es verdad, porque la propia Eulalia Guzmán habló en 1949 con los ancianos del lugar que decían conocer la historia desde hace generaciones. El INAH jamás ha querido reconocer esta investigación y ha desprestigiado a la maestra Eulalia, hasta el punto de borrarla de la misma historia del INAH. En el video creado por esta institución que conmemora el descubrimiento de la tumba 7 de Montealban, dice que la única mujer que había en la excavación era la esposa de Alfonso Caso, y se olvida de nombrar a la maestra Guzmán, que estuvo presente. la foto donde sale ella no la sacan en el video. hasta el día de hoy, siguen sin perdonar que Eulalia Guzmán haya realizado el descubrimiento y no el arqueólogo Margain. Eulalia Guzmán fue desprestigiada por ser mujer y ser de izquierdas.
Como apunta Anne W. Johnson, "la controversia alrededor de los restos excavados en Ixcateopan en 1949 involucró ideologías rivales acerca de la historia y esencia del pueblo mexicano, intereses locales, estatales y nacionales, y conflictos filosóficos y metodológicos entre visiones antagónicas del pasado". Pese a que estas pruebas prueban lo contrario, cientos de personas peregrinan anualmente hasta Ixcateopan, el pueblo mismo conserva el apelativo de Cuauhtémoc e incluso hay eventos oficiales conmemorativos.

## Legado y honores

### Lugares

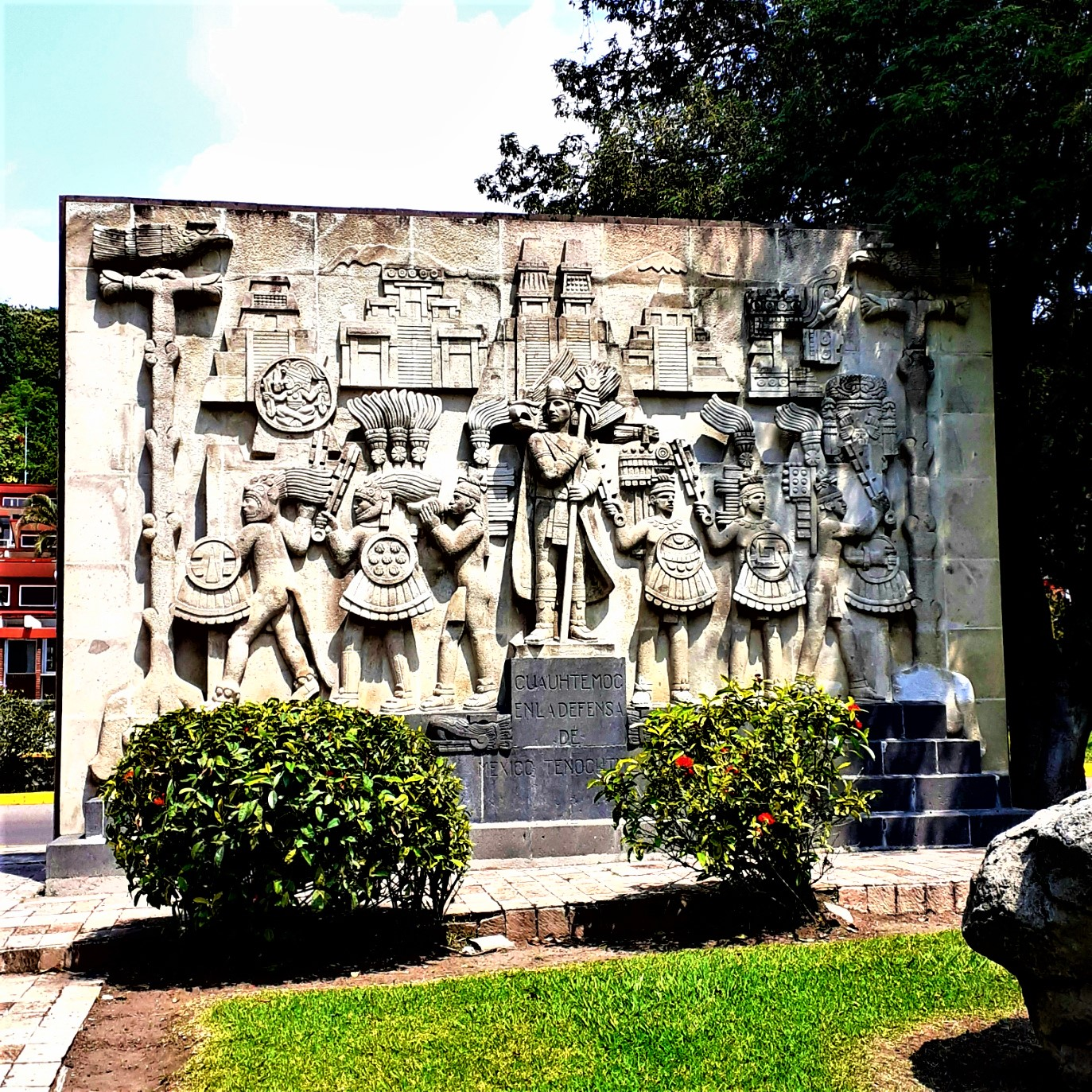
Monumento a Cuauhtémoc, Oaxtepec, Morelos, México.

Cuauhtémoc ha sido ocupado en los siguientes lugares:
- Cuauhtémoc, demarcación territorial de Ciudad de México;
- Cuauhtémoc, estación del Metro de la Ciudad de México;
- Cuauhtémoc, municipio de Chihuahua;
- Cuauhtémoc, municipio de Colima;
- Cuauhtémoc, localidad de Colima;
- Cuauhtémoc, municipio de Zacatecas;
- Cuauhtémoc, localidad de Hidalgo;

Por otra parte, Ciudad Cuauhtémoc ha sido ocupada en los siguientes:
- Ciudad Cuauhtémoc, localidad de Chiapas;
- Ciudad Cuauhtémoc, localidad de Veracruz;
- Ciudad Cuauhtémoc, localidad de Chihuahua.

### Monedas y billetes
La efigie de Cuauhtémoc se ha ocupado en los siguientes billetes:
- Billete de mil pesos de la familia AA, emitido por el Banco de México e impreso por la American Bank Note Company;
- Billete de cincuenta mil pesos de la familia B, emitido e impreso por el Banco de México;
- Billete de cincuenta nuevos pesos de la familia C, emitido e impreso por el Banco de México.

El busto de Cuauhtémoc se ha ocupado en las siguientes monedas:
- Moneda de cincuenta centavos de plata (ley 0.300), circulante entre 1950 y 1951;
- Moneda de cincuenta centavos de cobre, circulante entre 1955 y 1959;
- Moneda de cincuenta centavos de cuproníquel, circulante entre 1964 y 1983.

### Monumentos

#### Nacionales
Existen diversos monumentos dedicados a Cuauhtémoc, entre ellos destacan los siguientes:
- Cruce de paseo de la Reforma y avenida de los Insurgentes en la Demarcación Cuauhtémoc (Ciudad de México),
- Monumento a Cuauhtémoc como parte del complejo arquitectónico/muralístico del Centro SCOP (Ciudad de México).
- Candelaria, Campeche. Lugar donde se afirma que Cuauhtémoc fue asesinado en 1526.[24]
- Cruce de Cuauhtémoc y avenida Constitución en Monterrey (Nuevo León),
- Sobre paseo de los Héroes en Tijuana (Baja California),
- Avenida Cuauhtémoc en Veracruz (Veracruz),
- Final de la avenida Cuauhtémoc esquina con calle Isauro Venzor en Victoria de Durango (Durango),
- Dentro del parque homónimo en Villahermosa (Tabasco),
- En el poblado de Canitzán,  Tenosique, lugar en donde una de las versiones señala que ahí fue ahorcado, (Tabasco),
- Usumacinta, municipio de Tenosique. Lugar en donde una de las versiones señala que ahí reposan los restos del último Emperador Mexica. (Tabasco)
- Parque principal del Bosque Cuauhtémoc en Morelia (Michoacán),
- Jardín del barrio de Analco en Guadalajara (Jalisco),
- Jardín homónimo de Cuauhtémoc (Colima),
- Unidad Cuauhtémoc sobre la avenida Manuel Ávila Camacho de Naucalpan (Estado de México),
- Avenida de los Aztecas al poniente de Ciudad Juárez (Chihuahua),

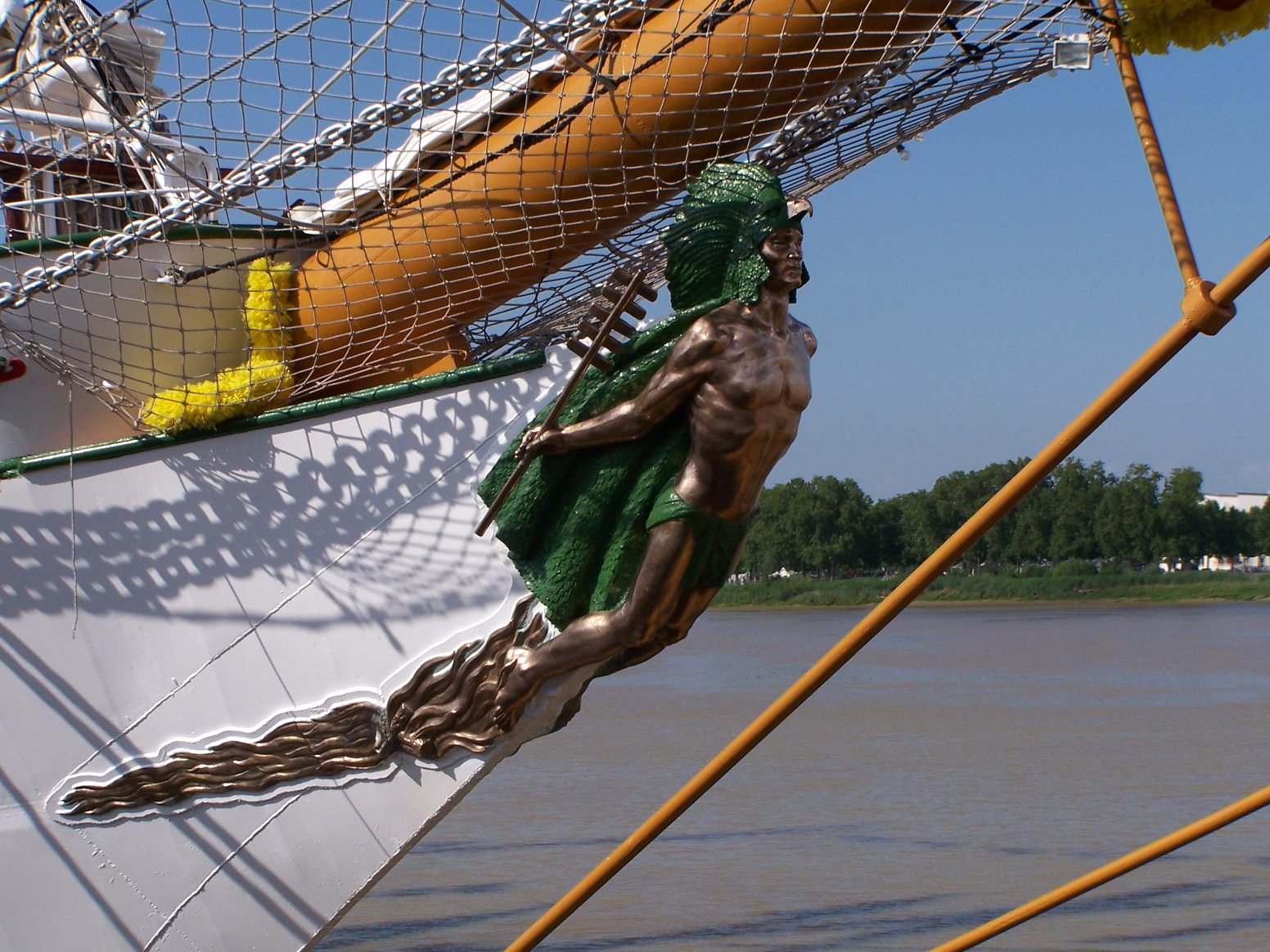
Mascarón de proa del buque

- Mascarón de proa del buque ARM Cuauhtémoc (BE-01)Calzada Cuauhtémoc a la altura del cruce con avenida Bravo, frente al Bosque Venustiano Carranza en Torreón (Coahuila), anteriormente el monumento se encontraba en el crucero de Cuatro Caminos.
- Glorieta del cruce de las avenidas 16 de septiembre y Morelos en Ciudad Cuauhtémoc (Chihuahua),[25]
- Glorieta del cruce la avenida Insurgentes y los bulevares Francisco I. Madero y Gabriel Leyva Solano en Culiacán (Sinaloa),
- Avenida de los Héroes en Chetumal (Quintana Roo)
- Parque homónimo sobre la avenida Hidalgo en Toluca de Lerdo (Estado de México).
- ARM Cuauhtémoc (BE-01) Buque Escuela Velero de la Secretaría de Marina-Armada de México.[26] Donde el mascarón de proa es la efigie de Cuauhtémoc, que se lleva orgullosamente, en honor del último emperador azteca. El nombre de este navío representa la estirpe guerra del emperador azteca, quien además era conocido por su valentía y ser aficionado a la poesía. Fue esculpida por Juan de Ávalos, considerado como uno de los escultores españoles que mayor pasión han mostrado por el cuerpo humano.[27]

#### Fuera de México
- Argentina, Córdoba, pueblo en el sudeste llamado Guatimozín en su honor.
- Brasil, Río de Janeiro, Plaza Cuauhtémoc en el barrio Flamengo, con una estatua en su honor.

## En el arte
Cuauhtémoc es personaje de las siguientes óperas:
- Guatemotzin, ópera en un acto de Aniceto Ortega de Villar